# Lily Pringsheim
Lily Pringsheim (geboren als Louise Chun am 7. Februar 1887 in Königsberg, Deutsches Reich; gestorben 28. September 1954 in Darmstadt) war eine deutsche Politikerin und Landtagsabgeordnete in Hessen.

## Leben
Louise Chuns Großvater mütterlicherseits war der deutsche Zoologe und Geologe Carl Vogt (1817–1895), zunächst Abgeordneter der Frankfurter Nationalversammlung von 1848 und nach seiner Flucht in die Schweiz ab 1852 Professor an der Universität Genf. Dessen Tochter Lily Vogt heiratete den Zoologen und Tiefseeforscher Carl Chun (1852–1914), Professor an den Universitäten Königsberg und Leipzig. 
Chun heiratete am 18. März 1907 in Leipzig den Naturwissenschaftler und Pflanzenphysiologen Ernst Pringsheim junior (1881–1970) aus der bekannten jüdischstämmigen Familie Pringsheim. Die Ehe wurde 1921 geschieden.
Lily Chun ließ sich nach ihrer Scheidung mit ihren fünf Kindern in Darmstadt nieder. Sie trat der SPD bei und machte als „glänzende, eindrucksvolle und mutige Rednerin“ auf sich aufmerksam. Besonders von Innenminister Wilhelm Leuschner (1890–1944) wurde sie sehr geschätzt. Von Dezember 1931 bis April 1933 gehörte sie dem Hessischen Landtag an. Nach der Machtübernahme der Nationalsozialisten gelang ihr die Flucht in die Tschechoslowakei und nach 1938 in die Vereinigten Staaten. Im Jahr 1950 kehrte sie wieder nach Darmstadt zurück, wo sie am Luisenplatz wohnte. Die geplante Rückkehr in die Politik scheiterte allerdings.